# Elgin Baylor
Elgin Gay Baylor (* 16. September 1934 in Washington, D.C.; † 22. März 2021 in Los Angeles, Kalifornien) war ein US-amerikanischer Basketballspieler. Zwischen 1958 und 1971 spielte er in der nordamerikanischen Profiliga National Basketball Association (NBA) für das Team der Minneapolis Lakers / Los Angeles Lakers.
Er zählte zu den offensivstärksten Flügelspielern der Basketballgeschichte, neben Connie Hawkins, Rick Barry, Julius Erving, Michael Jordan und Kobe Bryant. Deren gesamtes Arsenal an Bewegungen und Techniken war vor Baylor jedoch unbekannt. Baylor war der erste, der das Spiel in den Raum oberhalb des Korbrings verlegte, sich mit Rebounds seine eigenen Vorlagen kreierte und diszipliniertes Team- und Rollenspiel mit dem Pick-up-Spiel der städtischen Spielflächen verband, in dem sich die Leistung in Ermangelung eines Schiedsrichters ihrer Ausführung unterordnet. Baylor blickte dabei als Offensivspieler nie auf seine Quoten, sondern spielte immer mannschaftsdienlich.
Er war zwischen 1975 und 1979 Trainer der New Orleans Jazz und zwischen 1986 und 2008 General Manager der Los Angeles Clippers.
Elgin Baylor starb im Alter von 86 Jahren in Los Angeles. Er wurde auf dem Forest Lawn Memorial Park – Hollywood Hills beigesetzt.

## Karriere

### Highschool und College
Aufgewachsen in der US-Hauptstadt Washington spielte Baylor an der Phelps Vocational High School, an der er in das All-City Team gewählt wurde. Weil ihm die Aufmerksamkeit zu viel wurde, verließ er die Schule und nahm einen Job an. Von 1952 bis 1955 wechselte er an die nur von Afroamerikanern besuchte Springarn Highschool. Baylor nahm 1954 an der letzten Stadtmeisterschaft für Farbige teil, bevor die Rassentrennung in Schulen aufgehoben wurde. In den Fünfzigern begannen die Colleges, auch Afroamerikaner zu rekrutieren, doch Baylor bestand die Aufnahmeprüfungen nicht. Er ging an das College of Idaho, das ihm auf Grund seiner Athletik allerdings nur ein Football-Stipendium angeboten hatte. Baylor spielte dort aber nie Football, sondern entschied sich stattdessen für NAIA-Basketball. Nach nur einem Jahr wechselte er die Schule und ging an die Seattle University. Dort musste er allerdings aufgrund des Wechsels die 56/57er Saison aussetzen und spielte für das Amateur-Athletic-Union-Team Westside Ford.
In den zwei folgenden Jahren zählte Baylor zu den besten Spielern der NCAA. Mit einem Schnitt von 29,7 Punkten und 20,3 Rebounds pro Spiel wurde er 1957 ins All-American Second Team berufen. Ein Jahr später kam er nach einer Saison mit 32,5 Punkten und 19,3 Rebounds sogar ins All-American First Team. Das mit Ausnahme von Baylor eher schwach besetzte Team der Seattle University kam 1958 bis ins Finale der NCAA Division I Basketball Championship, unterlag dort aber den Kentucky Wildcats mit 72—84. Baylor wurde zum Most Outstanding Player (dem wertvollsten Spieler des Meisterschaftsturniers) gewählt und wechselte hernach in die NBA. Die Minneapolis Lakers wählten ihn an erster Stelle in der Draft von 1958.

### NBA
Baylor brachte den Lakers auf Anhieb Erfolg. Nach einer Saison, in der er zum Rookie of the Year (dem Neuling des Jahres) gewählt wurde, führte er die Lakers bis in die NBA-Finals, wo sie allerdings den Boston Celtics unterlagen. In seiner zweiten Saison brach Baylor einen zehn Jahre alten NBA-Rekord, als er am 8. November 1959 64 Punkte gegen die Celtics erzielte. Für einen erneuten Finaleinzug reichten seine Leistungen allerdings nicht, die Lakers unterlagen in sieben Spielen in den Western Division-Finals den St. Louis Hawks.
In den 50er Jahren wurden afrikanisch-amerikanische Athleten in Trainingslagern wie bei Auswärtsspielen oftmals getrennt von ihren weißen Teamkameraden untergebracht. Die Fans waren vulgär und rüpelhaft, wie man es heutzutage vom Fußball gewohnt ist. Am 16. Januar 1959 sollten die Lakers gegen die Cincinnati Royals in Charleston in West Virginia spielen. Baylor, Boo Ellis und Ed Fleming wurden vom Hotel jedoch abgewiesen. Das gesamte Team übernachtete deswegen in einer Pension für Farbige. Als die drei schwarzen Lakers in der gesamten Stadt mit Ausnahme des Würstchenstandes im Greyhound Busbahnhof kein Restaurant fanden, das sie bediente, entschied sich Baylor, das Spiel zu boykottieren. Das Spiel ging mit vier Punkten 91:95 verloren, aber wichtiger: Elgin Baylor war von lokalen Sponsoren als Top-Attraktion angekündigt worden. Teamkameraden, Coach Kundla und Besitzer Bob Short unterstützten Baylor, während NBA-Präsident Maurice Podoloff über eine Sperre nachdachte. Nach einer hitzigen Debatte in den Medien, entschuldigte sich der Bürgermeister ein paar Tage danach in einem Telephongespräch. Zwei Jahre später wurde Elgin Baylor zum NBA All-Star Game in Charleston eingeladen und übernachtete in jenem Hotel, das ihn zwei Jahre zuvor abgewiesen hatte.
Nach der Saison 1959/60 zogen die Lakers von Minneapolis nach Los Angeles. In seinen ersten drei Jahren in Los Angeles erreichte Baylor seinen Karrierehöhepunkt. Über 34 Punkte machte er in der Saison 1960/61 pro Spiel. Am 15. November 1960 erzielte er gegen die New York Knicks 71 Punkte und brach damit seinen eigenen Rekord. Mit Jerry West, der 1960 in die NBA kam, bildete Baylor das vermutlich beste Duo der Liga. In der Saison 1961/62 erzielte er mit 38,3 Punkten pro Spiel den höchsten Punkteschnitt, den je ein Flügelspieler erreicht hatte. Allerdings musste er in diesem Jahr seinen Militärdienst in Fort Lewis, Washington verrichten. Für die Lakers durfte er nur an Wochenenden spielen und konnte so nur an 48 von 80 Saisonspielen teilnehmen. Hätte er die ganze Saison spielen dürfen, hätte er wahrscheinlich als erster Flügelspieler 3.000 Punkte in einer Saison erzielt. So blieb diese Leistung Michael Jordan vorbehalten.
In den Spielzeiten 1961/62 und 1962/63 unterlagen die Lakers zweimal den Celtics in den NBA-Finals. Im fünften Spiel der Finalserie zwischen den Lakers und den Boston Celtics im Jahr 1962 erzielte Baylor mit 61 Punkten die meisten Punkte, die jemals von einem Spieler in einem Finalspiel erzielt worden sind – ein Rekord, der bis heute besteht. Diese Marke war auch lange Zeit die höchste Punktzahl in einem Playoffspiel, bis Michael Jordan am 20. April 1986 im zweiten Spiel der Erstrundenserie gegen die Boston Celtics 63 Punkte erzielte (Jordan brauchte allerdings zwei Verlängerungen für diese Leistung).
Am 3. April 1965 zog sich Baylor eine schwere Knieverletzung zu. Ein Teil seiner Kniescheibe war abgebrochen. Dr. Robert Kerlan entfernte das abgebrochene Drittel, glättete die verbliebene Patella und bohrte kleine Löcher in sie, um die Sehnen zu befestigen. Er entfernte außerdem jene Kalkeinlagerungen, die für Baylors Schmerzen verantwortlich waren. Für die Lakers war die Saison bereits in der ersten Play-off-Runde zu Ende, da Baylor für den Rest der Saison ausfiel. Nach dieser Verletzung war Baylor nicht mehr derselbe Spieler. Zuvor war er ein akrobatischer Highflyer gewesen, der die Leute mit seinem unerschöpflichen Arsenal an Bewegungen in Staunen versetzte. Doch nun verlor er aus Angst erst an Zuversicht und dann an Schnelligkeit und Sprungkraft. Dementsprechend erzielte er in der Folgesaison nur 16 Punkte pro Spiel und wurde erstmals in seiner Karriere nicht ins All-NBA First Team berufen.
Baylors rechtes Bein war noch immer voller Kalkeinlagerungen und er bevorzugte das linke Bein, wodurch sich der Schmerz verschlimmerte. Zu Beginn der Saison 1965/66 zog er sich eine Bänderdehnung zu und verpasste einen Großteil der Saison. Mit Dr. Kerlans Hilfe konnte er aber einen psychologischen Sieg über seinen verletzten Körper erringen: Kurz vor Saisonende kam er zurück und hatte den Mut, seine Beine voll zu belasten. So schaffte er ein Comeback, erzielte 24 Punkte pro Spiel und wurde erneut ins All-NBA-Team berufen. Die Lakers zogen erneut in die Finals ein, unterlagen jedoch zum wiederholten Male den Celtics.
Um die Übermacht der Bostoner zu brechen, holte Lakers-Besitzer Jack Kent Cooke 1968 Verstärkung in Person von Wilt Chamberlain, der die Celtics 1967 mit den Philadelphia 76ers in den Finals besiegt hatte. Doch trotz der geballten Offensive-Kraft von West, Chamberlain und Baylor unterlagen die Lakers bis 1971 zwei weitere Male in den Finals.
Verletzungsgeplagt und mittlerweile 36-jährig beendete Baylor nach neun Spielen in der Saison 1971/72 seine Karriere. Ironischerweise gewannen die Lakers in genau jenem Jahr ihre erste Meisterschaft seit den Tagen von George Mikan. Baylor wurde 1974 Assistenzcoach beim New Orleans Jazz, der ihn im Dezember 1976 zum Chefcoach machte. Nach einer eher enttäuschenden Bilanz von 86:135 Siegen in dreieinhalb Jahren wurde Baylor 1979 entlassen.
Zwischen 1986 und 2008 war er Sportdirektor (General Manager) der Los Angeles Clippers und wurde 2006 mit dem NBA Executive of the Year Award ausgezeichnet. Während dieser Zeit erreichten die Clippers nur viermal die Postseason. Baylor verklagte im Februar 2009 unter anderen Clippers-Besitzer Donald Sterling wegen unrechtmäßiger Vertragsauflösung sowie Alters- und Rassendiskriminierung nach seiner Entlassung. Der Vorwurf der Rassendiskriminierung wurde später zurückgezogen und ein Geschworenengericht sprach Sterling 2011 frei. Nur drei Jahre später votierten die Teambesitzer der NBA für einen Verkauf der Clippers und einen Verbandsaustritt Sterlings wegen seiner Plantagenmentalität.
Mit einer Gesamtpunktzahl von 23.149 und einem Schnitt von 27,4 Punkten in 846 Spielen zählt Baylor zu den besten Werfern der NBA-Geschichte. Da er allerdings in der Wilt-Chamberlain-Ära spielte, wurde er nie Topscorer einer NBA-Saison. Er ist aber bis heute (Stand: 2018) Top-Rebounder der Lakers und erzielte die beste Karriere-Punktquote der Franchise. Er stand neunmal im Finale einer Meisterschaft (1× College, 8× NBA) und verlor jedes Mal. Er gewann nie die Auszeichnung zum MVP der regulären Saison, war aber sieben Jahre lang unter den ersten fünf bei der Wahl, 1963 sogar Zweiter hinter Bill Russell. Baylor wurde zehnmal ins All-NBA First Team gewählt und war elfmaliger All-Star, 1959 teilte er sich die Ehrung als MVP des All-Star Games mit Bob Pettit. Die Rückennummer 22 seines Jerseys wurde sowohl von den Lakers als auch der Seattle University in den Ruhestand versetzt.
Am 2. Mai 1977 wurde er in die Naismith Memorial Basketball Hall of Fame aufgenommen. Seine Wahl unter die 50 Greatest Players in NBA History (Die 50 größten Spieler der NBA-Geschichte) anlässlich des 50. Geburtstages der NBA wurde am 29. Oktober 1996 bekannt gegeben.

## Superstar-Debatte
Andrew Lloyd Webber erklärte seinerzeit, dass er den Begriff Superstar für sein religiöses Musical Jesus Christ Superstar bei Andy Warhols Warhol Superstars entliehen hatte. Der Begriff tauchte jedoch im Zusammenhang mit Elgin Baylor in zwar zeitlicher Nähe, aber bedeutend früher als bei Warhol, nämlich bereits in den 50er Jahren auf.
Bob Short, der Käufer der Minneapolis Lakers, hatte den Umzug der Lakers nach Los Angeles jedenfalls von der Verpflichtung Elgin Baylors abhängig gemacht. Und tatsächlich bauten die Lakers mit ihm ein Unterhaltungsimperium an der Westküste auf, weil trotz mangelnden sportlichen Erfolges bedeutend mehr Zuschauer kamen als etwa zu Russells Celtics oder Chamberlains Warriors.